# Cuboucsi Sójó
Cuboucsi Sójó (坪内 逍遥; Hepburn: Tsubouchi Shōyō; Óta, 1859. május 22. – Atami, 1935. február 28.) japán regény- és drámaíró, műfordító, esszéista.
Eredeti neve Cuboucsi Júzó, írói álneve Harunoja Oboro. A Nagoja melletti Óta faluban született, 1883-ban végezte el a Tokiói Császári Egyetemet, és a mai Vaszeda Egyetem elődjének professzora lett.
Esszéi, melyeket Sószecu sinzui (’A regény lényege’, 1885–86) című kötetében adott közre, nagy hatással voltak a modern japán regény és dráma fejlődésére (mesterének tekintette Futabatei Simei is), realizmuselmélete pedig Maszaoka Siki újfajta haiku-felfogására is hatott. Tószei soszei katagi (’Mai diákok portréi’, 1885–86) című regénye az első modern japán regények egyike. Filozófiai mélységű realista ábrázolásra buzdította a Meidzsi-kor íróit, arra, hogy „világosan tárják fel az emberi szív legapróbb rezdülését is”, s a viktoriánus regényírókat meg Shakespeare-t állította eléjük példaként.
Kiri hitoha (’A császárfalevél’) című darabja Csikamacu Monzaemon és Shakespeare hatását tükrözi, és nagy befolyást gyakorolt a modern kabuki kialakulására. Közönségsikert aratott nyugati típusú drámája (sokak szerint mesterműve), a Sinkjoku Urasima (’Újmódi Urasima’, 1904), amely az egyik legismertebb japán népmesét dolgozza fel – Urasima, a halász 300 évet tölt a tengermélyi királynő palotájában, s amikor visszatér a falujába, egy egészen más világot talál.
Hatalmas teljesítménye a teljes Shakespeare-életmű lefordítása a klasszikus kabuki veretes nyelvére. Lefordította ezenkívül Walter Scott A lammermoori nász című regényét is.
Korabeli elismertségére jellemző, hogy 1912-ben elsőként kapta meg az akkoriban alapított legfontosabb irodalmi díjat, a Bungei szensót, olyan hírességeket ütve el tőle, mint Nacume Szószeki, Nagai Kafú és Tanizaki Dzsunicsiró.